# Campanella purpureobrunnea
Campanella purpureobrunnea är en svampart som beskrevs av Petch 1926. Campanella purpureobrunnea ingår i släktet Campanella och familjen Marasmiaceae.   Inga underarter finns listade i Catalogue of Life.